# Duo Datz
Duo Datz (en hebreo: אורנה ומשה דץ, Orna U Moshe Datz o דץ ודצה, Datz Ve-Datza) es un dúo formado por Orna y Moshe Datz. 
Son conocidos internacionalmente por haber representado a Israel en el Festival de la Canción de Eurovisión 1991, con la canción Kan (aquí). Quedaron terceros con 139 puntos.
El 22 de diciembre de 2006 la pareja anunció que ponían fin a su matrimonio tras 21 años.
| Predecesor: "Shara Barjovot" Rita | Israel en el Festival de Eurovisión 1991 | Sucesor: "Ze Rak Sport" Dafna Dekel |